# Данута (кратер)
Вижте пояснителната страница за други значения на Данута.
Данута (на английски: Danute) е ударен кратер, разположен на планетата Венера. Той е с диаметър 12,3 km. Кръстен е на литовското женско име Данута.